# Lemvig flyveplads
Lemvig Flyveplads (ICAO: EKLV) er ejet af Lemvig Kommune og administreres af Lemvig svæveflyveklub. Den er beliggende 2,7 NM syd for Lemvig 56°30′10.97″N 008°18′41.59″Ø / 56.5030472°N 8.3115528°Ø med højden 100 fod/ 30 meter over havet. Der er en meget god græsbane på 742 x 30 meter med orienteringen 08/26.

## Flyvepladsens historie
Få dage efter Danmarks besættelse i april 1940 meddelte tyskerne de lokale danske myndigheder, at der skulle anlægges flyveplads på et ca. 600 ha. stort område syd for Rom kirke. Arbejdet begyndte allerede samme år med svært entreprenørmateriel bragt op fra Tyskland og tog i 1941 form. Der kom 2 kæmpemæssige græslandingsbaner, masser af betonrullebaner, depoter, skydebane, barakker, garager, 24 camouflerede felthangarer skjult bag høje jordvolde, ammunitions- og benzindepoter, antiluftskyts m.v. De 43 stk. betonbunkere blev først bygget i årene 1943-44.
Flyvepladsen fungerede kun som reserveflyveplads, idet der i 1942 blev anlagt den noget større flyveplads ved Grove, – i dag kendt som Karup flyveplads. Krigen igennem var der døgnberedskab, men kun 2 større operationer fandt sted, begge i forbindelse med konvoj-beskyttelse eller konvoj-angreb.
Rullebaner, maskingevær- og mandskabsbunkere m.v. kan fortsat ses i området. Få hundrede meter vest for flyvepladsen ligger hospitalsbunkeren. Den blev bygget i 1943-44 og var den største med i alt 21 rum fordelt på 2 etager. Hospitalet var kun beregnet til at skulle tages i brug i forbindelse med egentlige kamphandlinger og har derfor aldrig været i funktion. Der er i dag installeret lys og opsat plancher om flyvepladsområdet i og umiddelbart efter krigens tid. 
Efter krigens afslutning blev området brugt som flygtningelejr. Mere end 11.000 flygtninge boede gennem flere år i den pigtrådsindhegnede lejr, der i denne periode rent faktisk udgjorde amtets trediestørste by. 
En stor del af området blev efterfølgende udlagt til landbrugsformål. I den nordligste del måtte heste og kreaturer vige, da der sidst i 60´erne først kom motorfly og dernæst svævefly. 	
I foråret 1974 blev den nuværende bane anlagt, og man søgte om godkendelse som offentlig flyveplads.